# Heike Franke (Autorin)

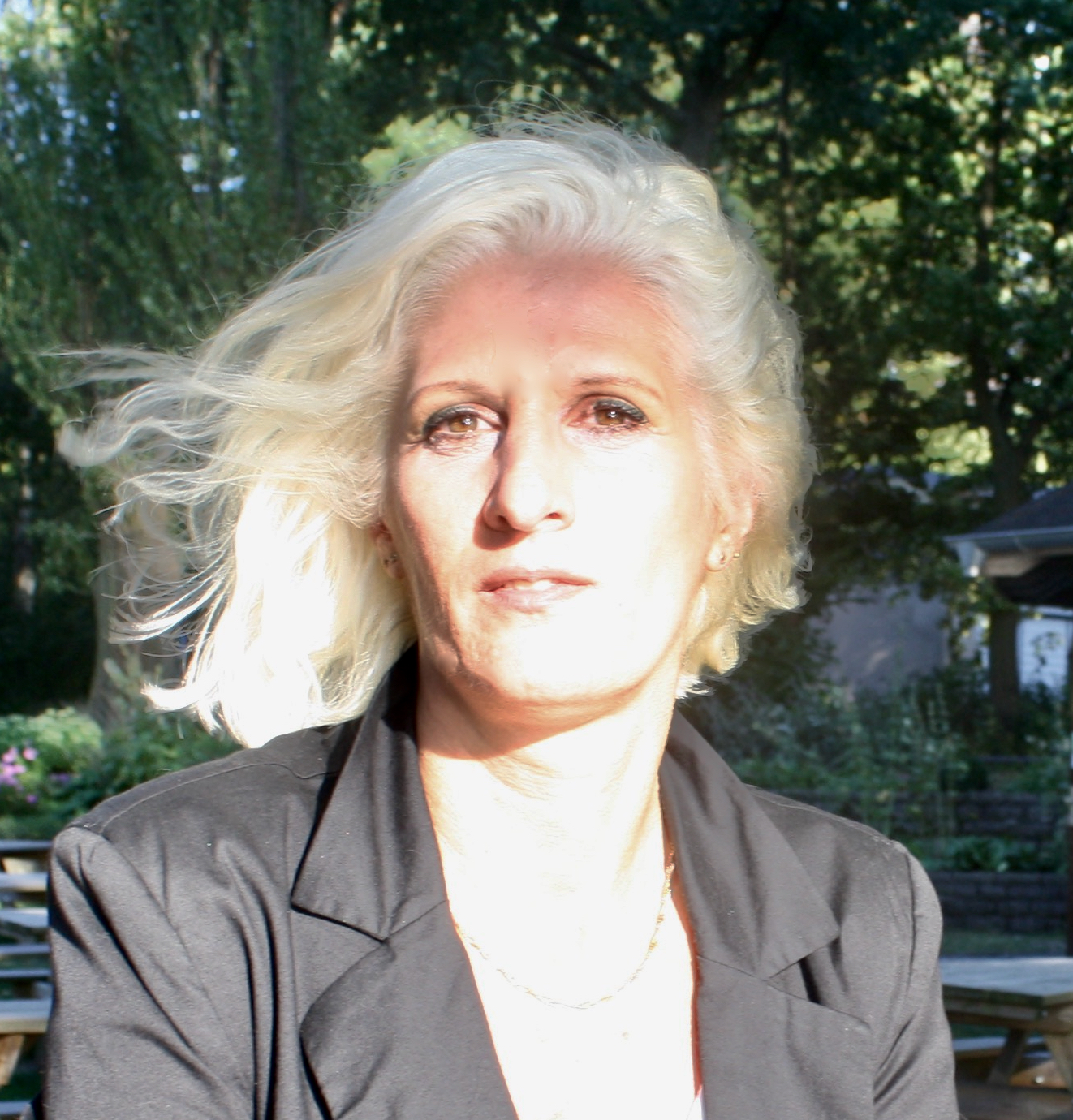
Heike Franke

Heike Franke (* 1966 in Berlin) ist eine deutsche Schriftstellerin. Sie schrieb 2013 ihren Debütroman Choose Life und veröffentlichte ihn noch als Self-Publisherin.
Franke wuchs in Berlin auf. Dort besuchte sie das Kant-Gymnasium, an dem sie 1984 ihr Abitur bestand. Sie studierte von 1985 bis 1989 Politische Wissenschaften am Otto-Suhr-Institut der Freien Universität Berlin und schloss das Studium mit Diplom ab. Im Anschluss arbeitete sie eine Zeit lang in England, ehe sie nach Berlin zurückkehrte. Dort lebt und arbeitet sie heute als Autorin.
Im Dezember 2015 erschien mit Eine Liebe in der Bourgogne ihr erster in einem großen deutschen Publikumsverlag, dem Aufbau Verlag, veröffentlichter Roman; er schaffte es auf die Longlist des DeLia Literaturpreises. 
Seitdem folgten weitere Werke, zumeist Belletristik, teils auch im Genre Politthriller.

## Werke
- Choose Life. 2013, ISBN 978-1492138921
- Eine Liebe in der Bourgogne. Aufbau Taschenbuch Verlag, 2015, ISBN 978-3746631653
- Gesang der Zikaden. Montlake Romance bei Amazon Publishing, 2017, ISBN 978-1542048712
- Livestream. 2018, ISBN 978-1790533398
- Null Linie. 2019, ISBN 978-1096945284
- Die Stille der Savanne. Tinte & Feder bei Amazon Publishing, 2019, ISBN 978-2919803705
- Der Klang von Mut. Tinte & Feder bei Amazon Publishing, 2022, ISBN  978-2496712865
- Einsam funkelnd in tiefer Nacht, Tinte & Feder bei Amazon Publishing, 2023, ISBN 978-2496712889